# Colt 45 (film)
Pour les articles homonymes, voir Colt 45 (homonymie).
Pour plus de détails, voir Fiche technique et Distribution.
Colt 45 est un thriller policier français réalisé par Fabrice Du Welz et Frédéric Forestier, sorti en 2014.

## Synopsis
Vincent Milès, 22 ans, est instructeur de tir et armurier au sein de la Police nationale. En marge, solitaire, incompris, il refuse d'intégrer une brigade de terrain malgré ses compétences en armes et le parrainage du commandant Christian Chavez (Gérard Lanvin).
Un jour, au cours d'un entrainement, Vincent fait la connaissance de Milo Cardena (JoeyStarr), un flic un peu flou. Celui-ci l'entraîne dans une spirale de violences.
Petit à petit, il va se retrouver au cœur d'une guerre des polices, opposant son parrain, Chavez, au commandant Luc Denard (Simon Abkarian), de la BRI. S'il veut survivre, Vincent devra faire le bon choix.

## Fiche technique
- Titre original : Colt 45
- Réalisation : Fabrice Du Welz et Frédéric Forestier
- Scénario : Fathi Beddiar
- Direction artistique : Sandrine Jarron
- Décors : Jean-Vincent Puzos
- Costumes : Monic Parelle
- Photographie : Benoît Debie
- Montage : Raphaele Urtin
- Musique : Benjamin Shielden
- Production : Thomas Langmann, Fabrice Du Welz, Emmanuel Montamat et Julien Arnoux
- Sociétés de production : La Petite Reine, Entre Chien et Loup, Orange Studio[1], Cinémage 7
- Sociétés de distribution :  Warner Bros. France,  Wild Bunch
- Budget : 12,8 millions d'euros[2]
- Pays d'origine :  France
- Langue originale : français
- Format : couleur - 2,35:1
- Genre : thriller
- Durée : 85 minutes
- Dates de sortie[3] :

 France : 15 mai 2014 (Marché du film - festival de Cannes 2014)
 France : 6 août 2014
 Belgique : 1er octobre 2014
- Mention CNC : interdit aux moins de 12 ans (visa d'exploitation no 131971 délivrée le 9 juillet 2014)[4]

## Distribution
- Gérard Lanvin : commandant Christian Chavez
- JoeyStarr : Milo Cardena
- Ymanol Perset : Vincent Milès
- Simon Abkarian : le commandant Luc Denard
- Alice Taglioni : Isabelle Le Franc
- Michaël Vander-Meiren : Moïse
- Michel Ferracci : Michel
- Amr Waked : Baron
- Richard Sammel : Major
- Philippe Nahon : Préfet Pradier
- Jo Prestia : Marco
- Mika'ela Fisher : Mika
- Antoine Basler : Lieutenant Joseph Fleischmann
- Alexandre Brasseur : Commandant Martial Ricaud

## Production

### Genèse
Alors que le tournage commence en 2012, le producteur Thomas Langmann ne tient finalement pas ses promesses au niveau du budget, contraignant le réalisateur à supprimer des scènes importantes trop coûteuses. De surcroît, les deux vedettes (Gérard Lanvin et JoeyStarr), à la suite de fortes dissensions avec Du Welz, refusent de revenir sur le plateau tant qu'il y serait aussi. Le producteur a donc fait appel à Frédéric Forestier (réalisateur d'Astérix aux Jeux Olympiques), qui a régulièrement travaillé pour lui, afin de terminer le film, avec beaucoup de retard. Fabrice du Welz et le scénariste ont décidé de ne pas cautionner ce produit qui ne sort qu'en août 2014.

### Lieux de tournage
Le film a été tourné à :
- Paris
  - Gare des Gobelins (13e arrondissement de Paris)
  - Crèche Marcel Bleustein-Blanchet (18e arrondissement de Paris)
- Yvelines
  - Versailles
- Val-de-Marne
  - Vitry-sur-Seine
- Seine-Saint-Denis
  - Aubervilliers
  - Bagnolet (Centre Commercial Bel Est)
- Hauts-de-Seine
  - Clichy
  - Cimetière de Clichy

## Accueil

### Box-office
Selon Le Figaro, le film figure en douzième position dans la liste des vingt films français et étrangers les plus « boudés par le public » en 2014 : en effet, tourné pour un budget de 12,8 millions d'euros, Colt 45 a rapporté 420 000 euros de recettes[réf. nécessaire].